# 아이든주

아이든주의 위치

아이딘주(튀르키예어: Aydın ili)는 튀르키예 남서부에 위치한 주로, 에게해 지역에 속한다. 주도는 아이딘이며 면적은 8,007km2, 인구는 946,971명(2007년 기준), 자동차 번호는 09번, 시외전화 지역번호는 0256번이다. 서쪽으로는 에게해와 접하며 북동쪽으로는 마니사주, 북쪽으로는 이즈미르주, 동쪽으로는 데니즐리주, 남쪽으로는 물라주와 접한다. 17개 군을 관할한다.